# Büschelaffen

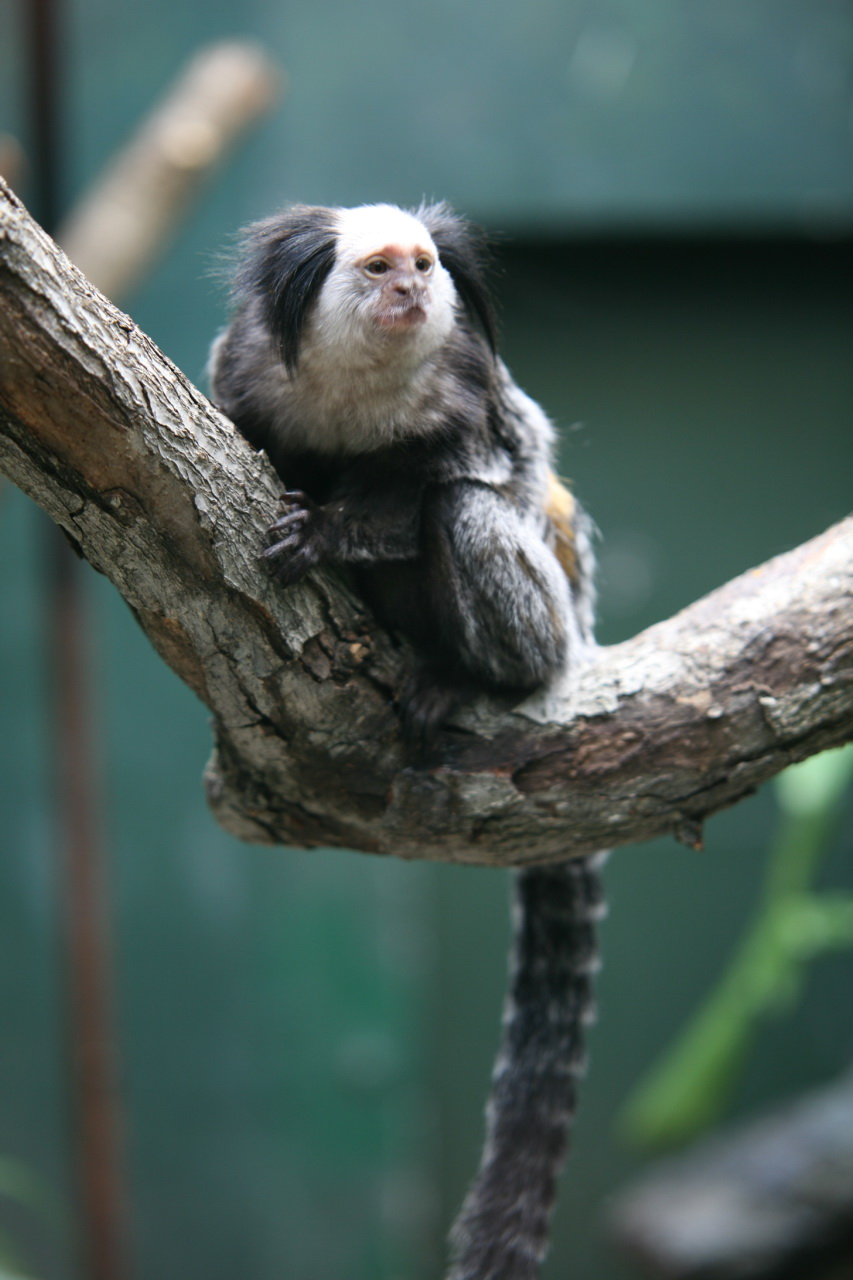
Weißkopf-Büschelaffe (Callithrix geoffroyi)

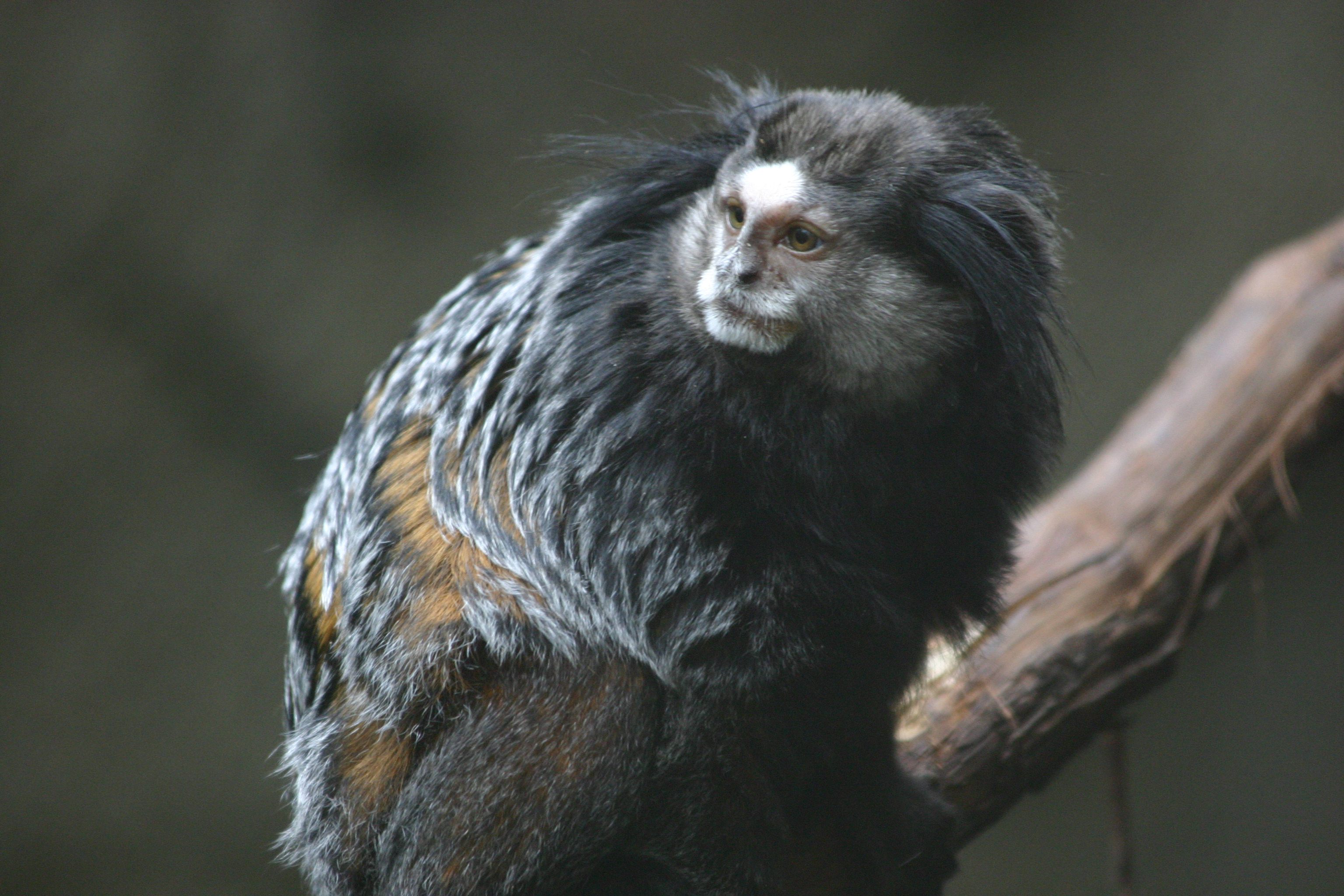
Kuhl-Büschelaffe (Callithrix kuhlii)

Die Büschelaffen oder Büscheläffchen (Callithrix) sind eine Gattung der Marmosetten aus der Primatengruppe der Krallenaffen (Callitrichidae). Es werden sechs Arten unterschieden.

## Merkmale
Diese Tiere werden 18 bis 30 Zentimeter lang, dazu kommt noch ein bis zu 40 Zentimeter langer Schwanz. Ihr Gewicht beträgt 230 bis 450 Gramm. Ihr Fell ist überwiegend grau oder schwarz, manchmal sind der Kopf und die Kehle stark kontrastierend dazu gefärbt. Kennzeichnend für die Untergattung sind die weißen, gelben oder schwarzen Büschel an den Ohren. Der Schwanz ist ausgesprochen lang und buschig, er ist meist schwarz-grau geringelt. Wie alle Marmosetten weisen sie eine spezialisierte Bezahnung im Unterkiefer auf: die Eckzähne sind annähernd gleich hoch wie die Schneidezähne und bilden so ein Werkzeug zum Annagen der Baumrinde. Die Gliedmaßen sind eher kurz, wie bei allen Krallenaffen befinden sich an den Fingern und Zehen (mit Ausnahme der Großzehe) Krallen statt Nägeln.

## Verbreitung und Lebensraum
Büschelaffen leben ausschließlich im östlichen und südöstlichen Brasilien, ihr natürliches Verbreitungsgebiet reicht von Maranhão und Tocantins bis in den Bundesstaat São Paulo. Darüber hinaus wurden sie in einigen Regionen eingeführt, in denen sie ursprünglich nicht heimisch waren, etwa in Santa Catarina und in der argentinischen Region Buenos Aires. Büschelaffen sind eher Bewohner trockener Wälder, so finden sie sich im Cerrado ebenso wie in der Caatinga, aber auch in den Regenwäldern an der Atlantikküste. Büschelaffen sind anpassungsfähig, sie kommen auch in Sekundärwäldern, teilweise abgeholzten Gebieten und manchmal auch in Gärten und Plantagen vor.

## Lebensweise
Büschelaffen sind wie alle Krallenaffen tagaktiv, in der Nacht schlafen sie in Baumhöhlen oder im Pflanzendickicht. Sie sind Baumbewohner, dort bewegen sie sich entweder auf allen vieren laufend oder springend fort.
Sie leben in Gruppen von zwei bis 15 Tieren zusammen. Diese Gruppen sind oft um ein fortpflanzungsfähiges Paar organisiert und können daneben weitere ausgewachsene Tiere und Jungtiere umfassen. Das fortpflanzungsfähige Paar dominiert die Gruppe, der Eisprung der untergeordneten Weibchen ist unterdrückt, sodass diese nicht fortpflanzungsfähig sind. Bei dieser Unterdrückung könnten Pheromone der dominanten Tiere eine Rolle spielen. Die Reviere sind relativ klein, das Territorialverhalten ist nicht ausgeprägt. Die Gruppenmitglieder kommunizieren durch Gesichtsausdrücke, Körperhaltungen und Laute miteinander.

## Nahrung
Wie alle Marmosetten sind Büschelaffen dank der spezialisierten Zähne in der Lage, Löcher in die Baumrinde zu nagen, um an die Baumsäfte zu gelangen. Diese Nahrung spielt vor allem in Zeiten, in denen wenig Früchte und Samen – eine weitere wichtige Nahrungsquelle – vorhanden sind, eine Rolle. Ein weiterer Bestandteil der Nahrung sind Insekten und Spinnen, manchmal verzehren sie auch Eier und kleine Wirbeltiere.

## Fortpflanzung
In der Regel pflanzt sich nur das dominante Weibchen einer Gruppe fort. Nach einer rund 140- bis 150-tägiger Tragzeit kommen, wie bei allen Krallenaffen, meist zweieiige Zwillinge zur Welt. Diese sind sehr groß, sie wiegen rund 25 % des Gewichts der Mutter. Der Vater und die übrigen Gruppenmitglieder beteiligen sich intensiv an der Jungenaufzucht, sie tragen sie und beschäftigen sich mit ihnen und übergeben sie der Mutter nur zum Säugen. Nach einigen Monaten werden die Jungen entwöhnt und mit rund 12 bis 18 Monaten geschlechtsreif.

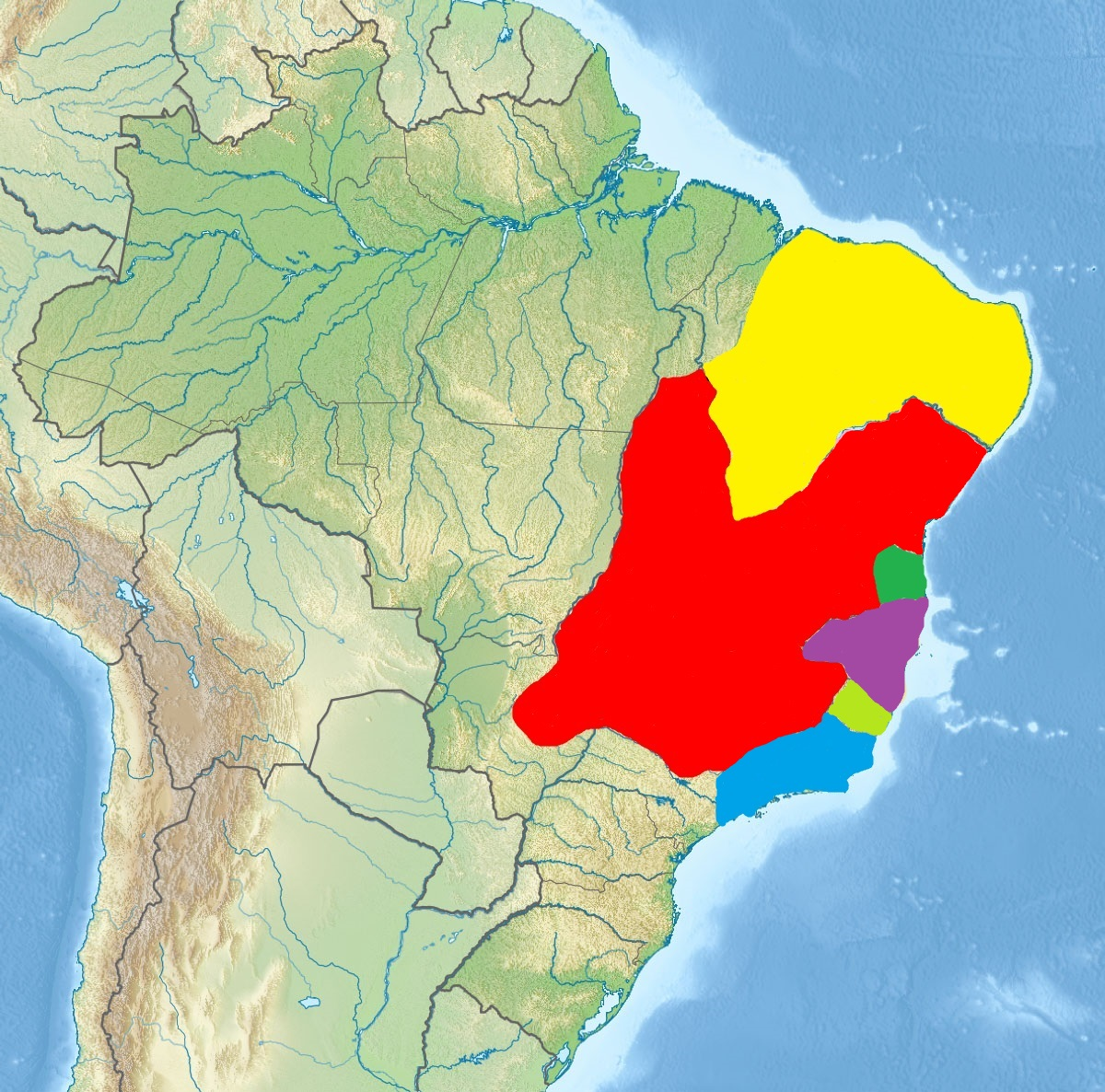
Verbreitungsgebiete der sechs Arten.
Gelbohr-Büschelaffe
Gelbkopf-Büschelaffe
Weißkopf-Büschelaffe
Weißbüschelaffe
Kuhl-Büschelaffe
Schwarzbüschelaffe

## Systematik
Es werden sechs Arten unterschieden:
- Gelbohr-Büschelaffe oder Weißpinselaffe (C. aurita)
- Gelbkopf-Büschelaffe (C. flaviceps)
- Weißkopf-Büschelaffe (C. geoffroyi)
- Weißbüschelaffe (C. jacchus)
- Kuhl-Büschelaffe (Callithrix. kuhlii)
- Schwarzbüschelaffe oder Schwarzpinselaffe (C. penicillata)

Der wissenschaftliche Gattungsname ist aus den griechischen Worten kalos (schön) und thrix (Haar) gebildet.
Zusammen mit den Seidenäffchen (Gattung Mico) und Zwergseidenäffchen (Gattung Cebuella) bilden die Büschelaffen die Gruppe der Marmosetten innerhalb der Familie der Krallenaffen (Callitrichidae).